# 上化山古石宕遗址
上化山古石宕遗址位于中国浙江省宁波市海曙区鄞江镇鄞江村北面山顶，与光溪村的毛家宕、天塌宕相连，南宋石宕，宕口南北相通，高近10米，南洞口石柱林立，纵深百余丈，纵横交叉，迂回曲折，石宕可容纳千人，南口东侧内积水成潭，方圆百米，深可行舟，洪水湾塘、官池塘的条石均出于此，2010年9月公布为鄞州区文物保护单位，2018年12月28日因行政区划调整公布为海曙区文物保护单位。